# Lê Ngọc Nam (tướng quân đội)
Lê Ngọc Nam (sinh năm 1965) là sỹ quan cấp cao trong Quân đội nhân dân Việt Nam, hàm Trung tướng (2021). Ông hiện giữ chức vụ Phó Chủ nhiệm Thường trực Ủy ban Kiểm tra Quân ủy Trung ương.

## Tiểu sử
Lê Ngọc Nam sinh năm 1965 ở xã Phổ Khánh, thuộc thị xã Đức Phổ, tỉnh Quảng Ngãi.
Cha Lê Ngọc Nam là Liệt sĩ Lê Định, hi sinh năm 1966 tại chiến trường Quảng Ngãi khi ông vừa tròn 1 tuổi.
Năm 18 tuổi, ông nhập ngũ và tham gia nghĩa vụ quốc tế tại chiến trường Campuchia, mặt trận 579.
Trải qua hơn 30 năm hoạt động cách mạng, ông lần lượt qua nhiều chức vụ như Chủ nhiệm chính trị Sư đoàn BB315, Chủ nhiệm chính trị Bộ Chỉ huy quân sự tỉnh Quảng Ngãi, Chính ủy Sư đoàn BB2, Chính ủy Bộ chỉ huy quân sự tỉnh Gia Lai, Phó Chủ nhiệm thường trực Ủy ban Kiểm tra Đảng ủy Quân khu 5, quân hàm Đại tá.
Ngày 09 tháng 8 năm 2016, ông được bổ nhiệm làm Chủ nhiệm chính trị Quân khu 5,
Ngày 28 tháng 01 năm 2017, ông được thăng quân hàm Thiếu tướng .
Ngày 4 tháng 9 năm 2018, ông giữ chức Ủy viên Ủy ban Kiểm tra Quân ủy Trung ương.
Ngày 9 tháng 10 năm 2018, UBKT Quân ủy Trung ương tổ chức phiên họp lần thứ 9, ông được bầu bổ sung giữ chức vụ Phó Chủ nhiệm Ủy ban Kiểm tra Quân ủy Trung ương nhiệm kỳ 2015-2020. Trước đó, Thiếu tướng Lê Ngọc Nam là Ủy viên Ủy ban Kiểm tra Quân ủy Trung ương.
Con trai :Trung úy Lê Ngọc Bình , Trợ lý tài chính trường Quân sự Quân khu 5

## Phong tặng

### Lịch sử thụ phong quân hàm
- Trung tướng Quân đội nhân dân Việt Nam (2021